# Cerámica andalusí

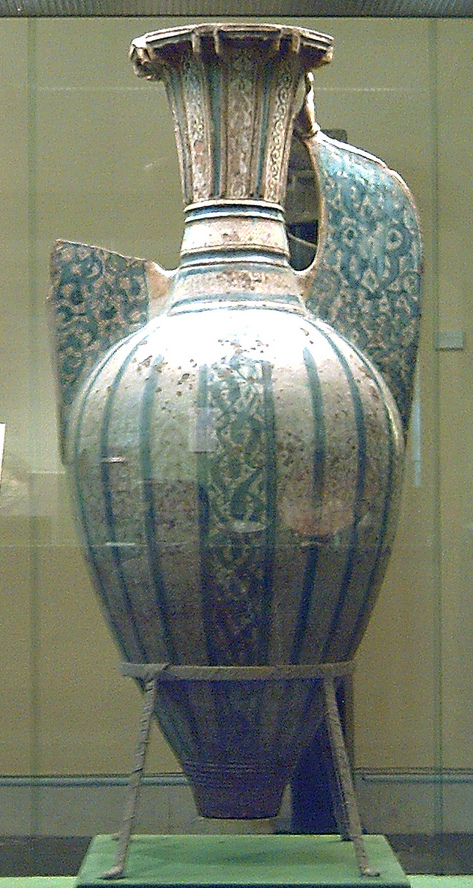
Jarrón de la Alhambra.

Cerámica andalusí (o cerámica hispanomusulmana) es la producción alfarera fabricada en al-Ándalus (península ibérica) entre los siglos viii y xv. Se caracterizó por las formas elegantes de las vasijas, el vidriado, la azulejería y el uso de los esmaltes. Innovó en la cerámica europea con técnicas como los reflejos metálicos y la cuerda seca.

## Periodos

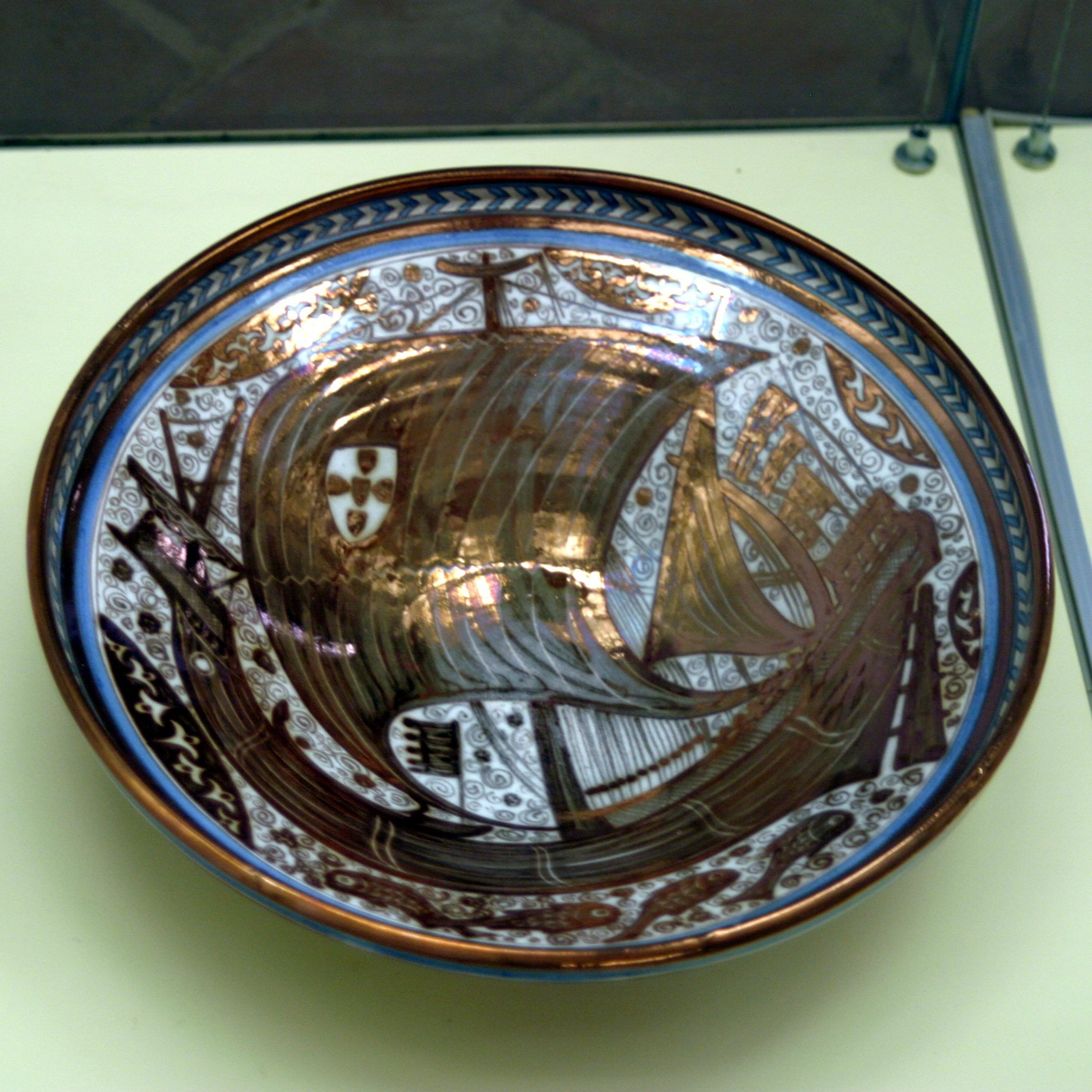
Alcazaba de Málaga.

Con la entrada en la península ibérica del pueblo árabe, se fusionó en Al-Ándalus la alfarería de origen tardorromano (tartésico, fenicios) con la de los pueblos bereberes y más orientales como iraquíes, persas, e incluso de influencia china. El periodo paleoandalusí, está comprendido entre el siglo VIII y finales del siglo IX, dentro del emirato Omeya, y supuso un enriquecimiento sobre todo en formas y técnicas. Propiciaron tal desarrollo el aumento creciente de la población en las ciudades con la formación del califato. El producto ejemplar resultante son las lozas decoradas en Medina Elvira y Medina Azahara, para uso en el servicio de mesa.
Asimismo, los talleres se hacen profesionales desbancando la producción más casera, y según zonas geográficas varían la tipología de la producción. Se observan en la zona del mediterráneo el uso de las formas rectas en el menaje de cocina, frente a la producción del norte peninsular, que continúa con las formas en "S". Se va introduciendo progresivamente el uso de pastas específicas según la función del recipiente, como la alfarería de fuego, ricas en inclusiones desgrasantes, y las pastas más refinadas para otros usos. La primera innovación importante se produce a finales del siglo X con la cuerda seca, consistente en delimitar los esmaltes con un "cordón" separador, con la consecuencia de no permitir que se mezclen los esmaltes.

## Técnicas cerámicas

### Cuerda seca
La cuerda seca es una técnica conocida desde época omeya y plenamente desarrollada en al-Ándalus en el siglo X, en la que la separación de los colores (motivos decorativos) se realizan con líneas elaboradas con una mezcla de aceite de linaza, manganeso y materia gorda que evita que haya mezcla de colores durante la aplicación del cocido. Ejemplos de decoración usando la cuerda seca como elemento en la arquitectura pueden encontrarse en la Zawiyya de Sidi Qasim Jelizi, en Túnez.

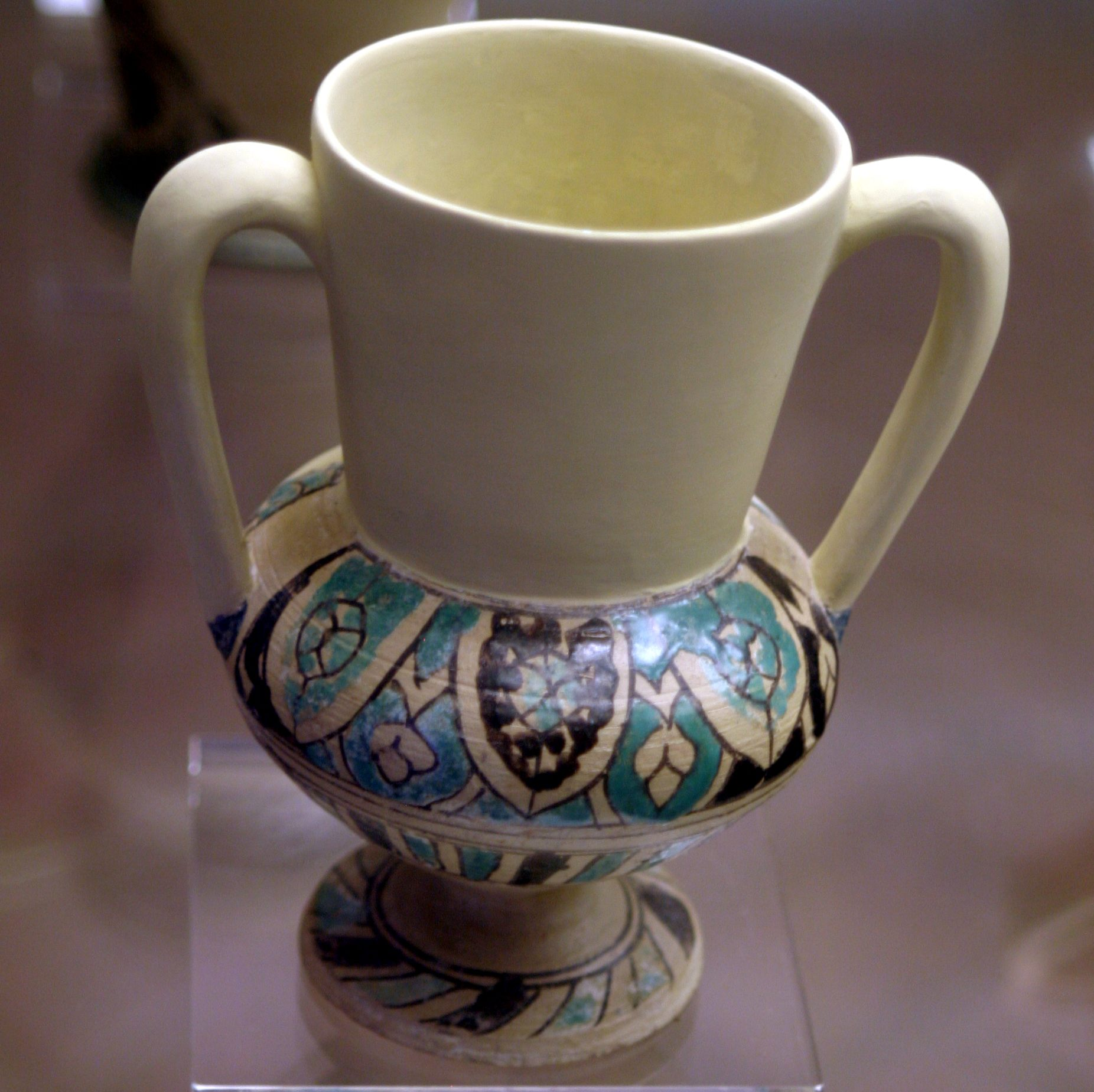
Alcazaba de Málaga.

### Verde y manganeso

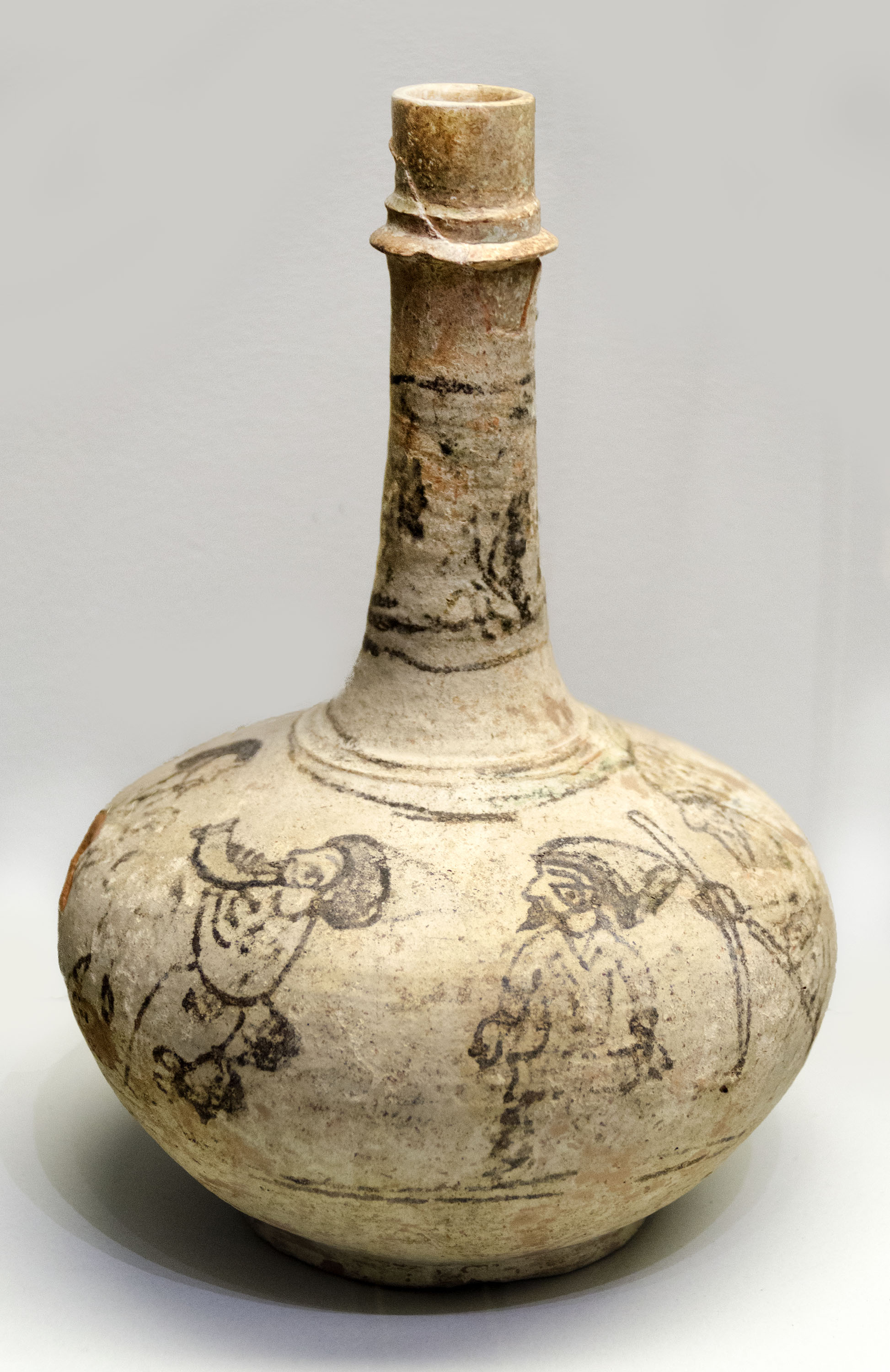
Botella de los músicos (Museo Arqueológico de Córdoba), un recipiente cerámico decorado en verde y manganeso elaborado en el

La cerámica verde y manganeso, verde morada o loza de Elvira, constituye un tipo amplio de piezas alfareras, su principal característica es el buscar un amplio contraste entre el negro-morado del manganeso y el verde de cobre con la pasta blanca de base o engalba. Se desarrolló durante el emirato independiente y sobre todo en el califato (siglo X), y su foco principal de difusión fue la ciudad palatina de Medina Azahara, en Córdoba.

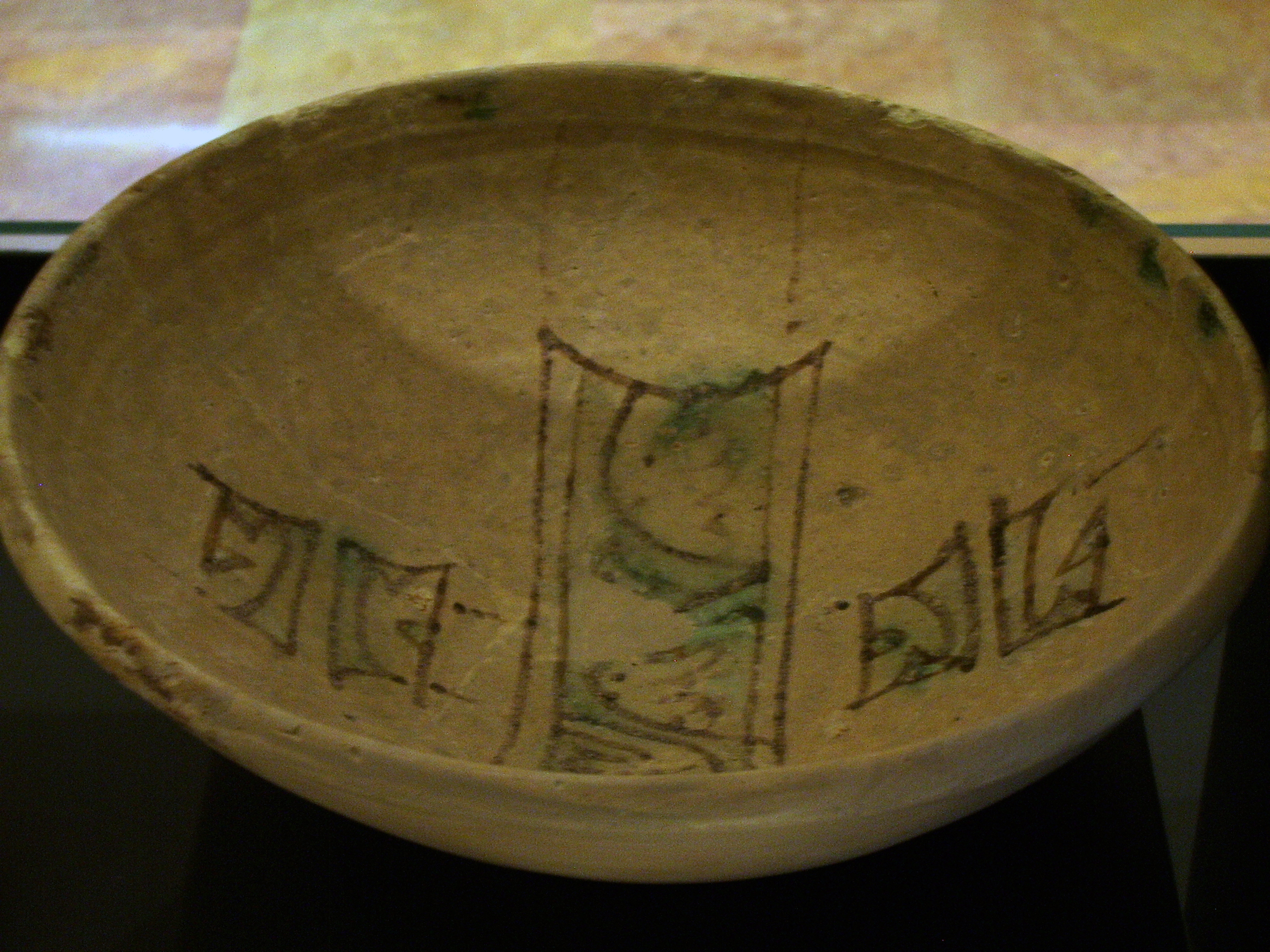
Museo del Teatro de Caesaraugusta.

### Loza dorada
Los jarrones conocidos como vasos nazaríes o jarrones de la Alhambra están considerados la máxima expresión de la cerámica de reflejos metálicos originada en Egipto y Siria y datada entre el siglo XIII al xv. Se elaboraron también grandes azulejos con esta técnica para decoración arquitectónica.

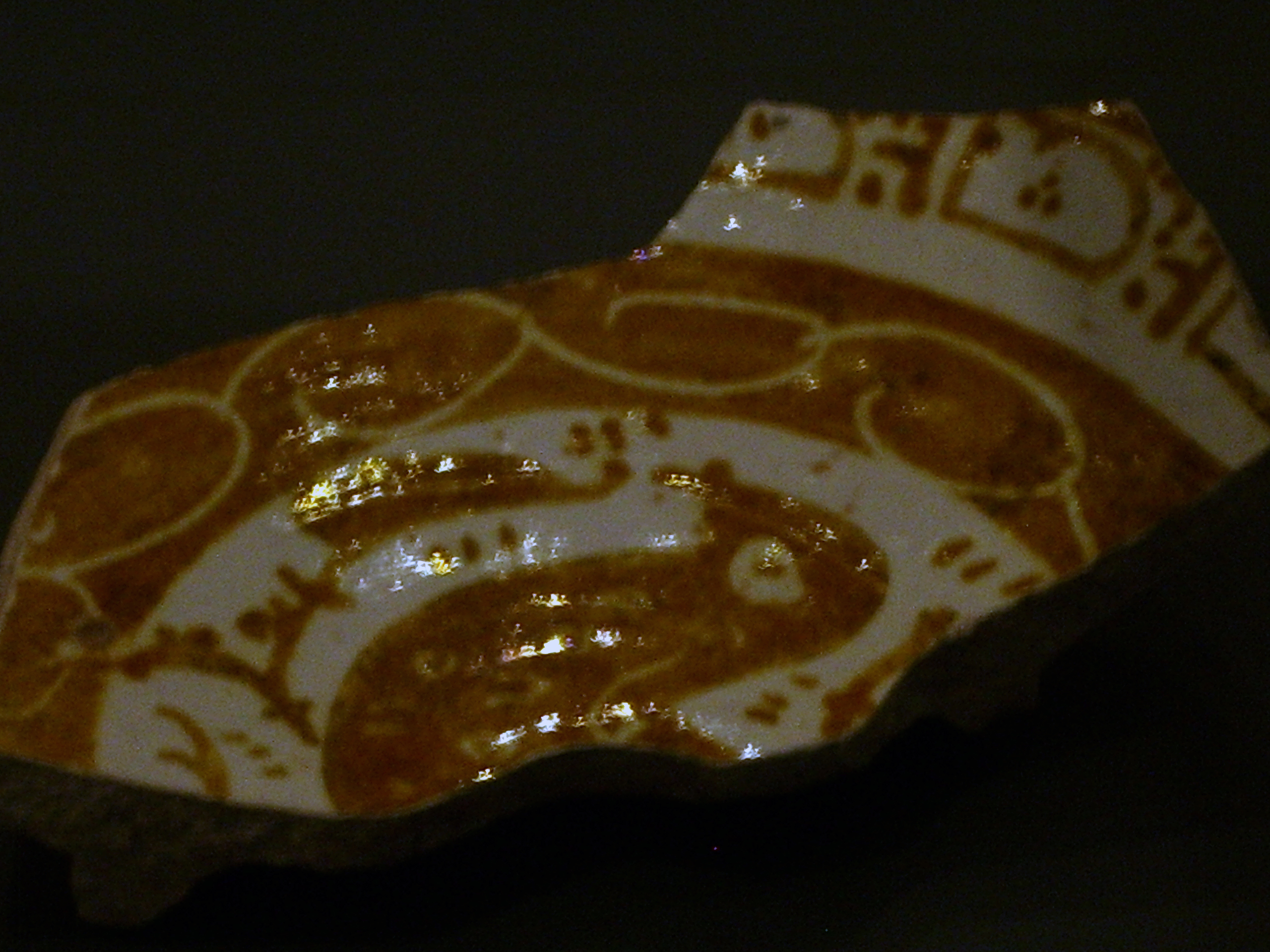
Fragmento de bandeja de loza dorada andalusí de Zaragoza. Siglo XI.
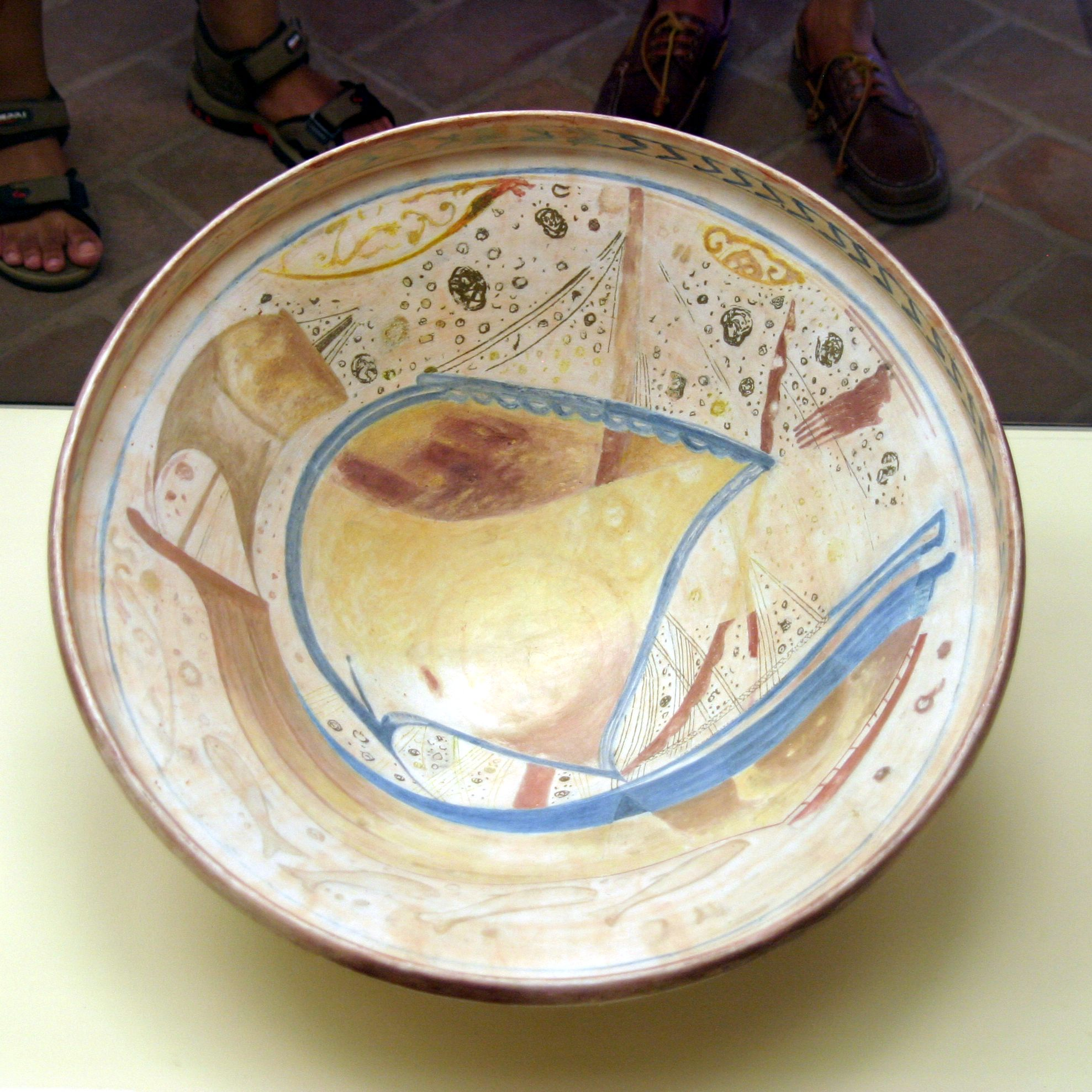
Ataifor de la Nao. Siglo XIV. Loza dorada pintada y vidriada.
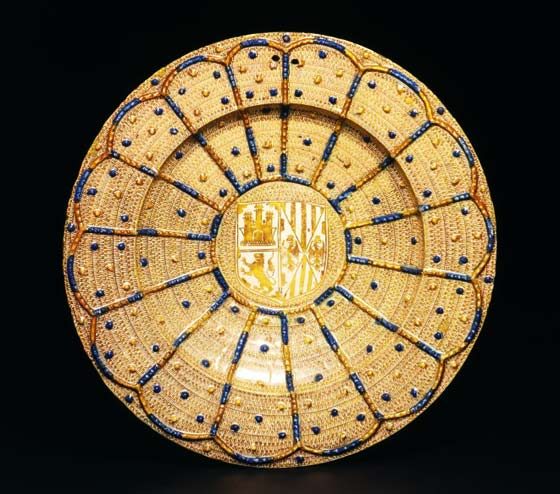
Loza dorada, hacia 1475.

### Esgrafiado
En la Hispania musulmana se desarrolló la técnica del esgrafiado en muy diversos capítulos artísticos y artesanos. En arquitectura ornamental sobresalen los motivos geométricos seriados de la Alhambra de Granada.
En la vajilla de la alfarería doméstica tuvo especial aplicación en la serie verde y manganeso, cuyos esgrafiados sobre loza blanca se conseguían al extender una capa elaborada con óxido de manganeso que sirviera de base al dibujo posterior. Elaborada con pastas de calidad, de color blanco o pajizo, con esgrafiados geométricos, esquemáticos o caligráficos, esta técnica continúa usándose en la cerámica magrebí.

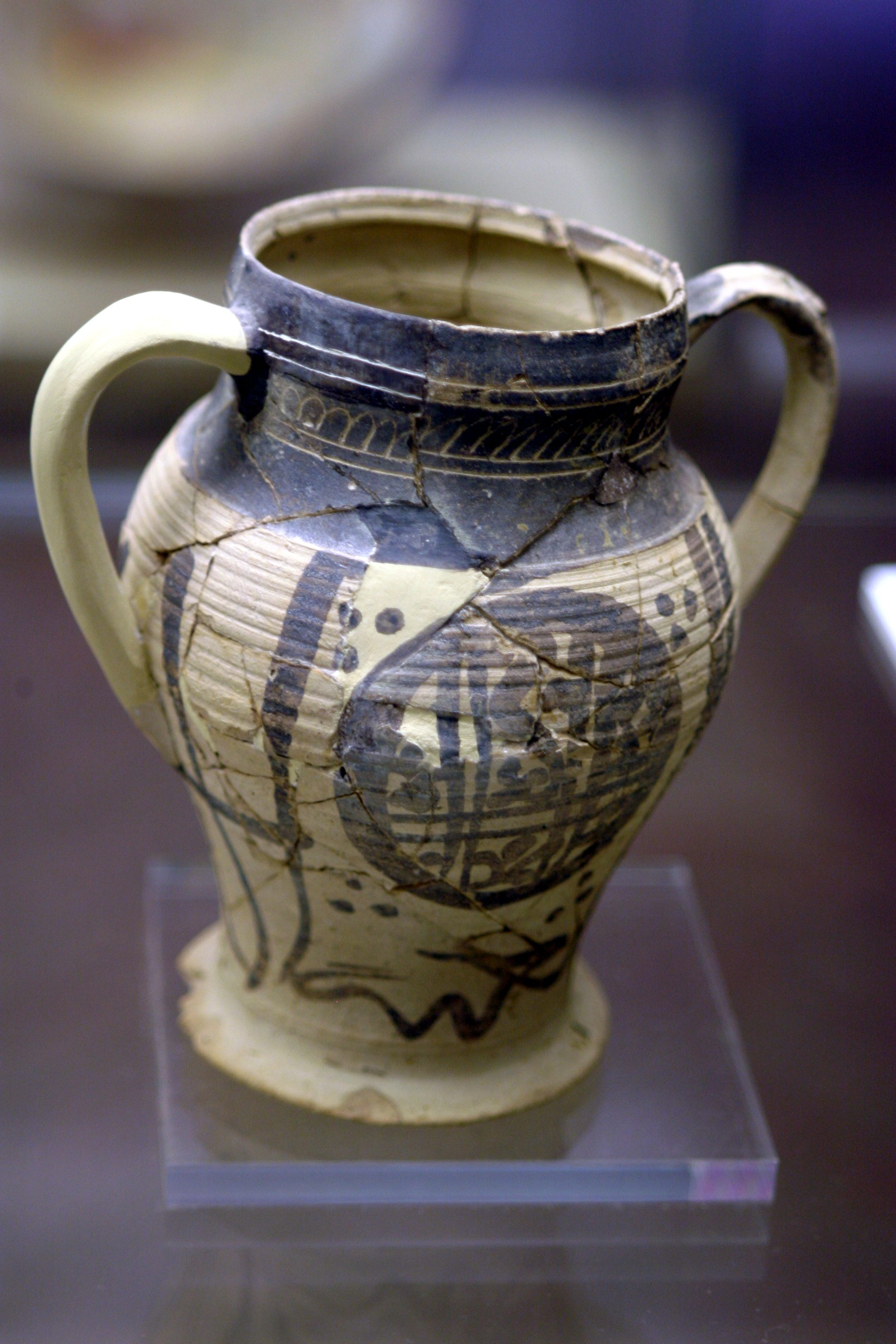
Esgrafiado en una pieza de loza verde y manganeso, en el museo arqueológico de la Alcazaba de Málaga.
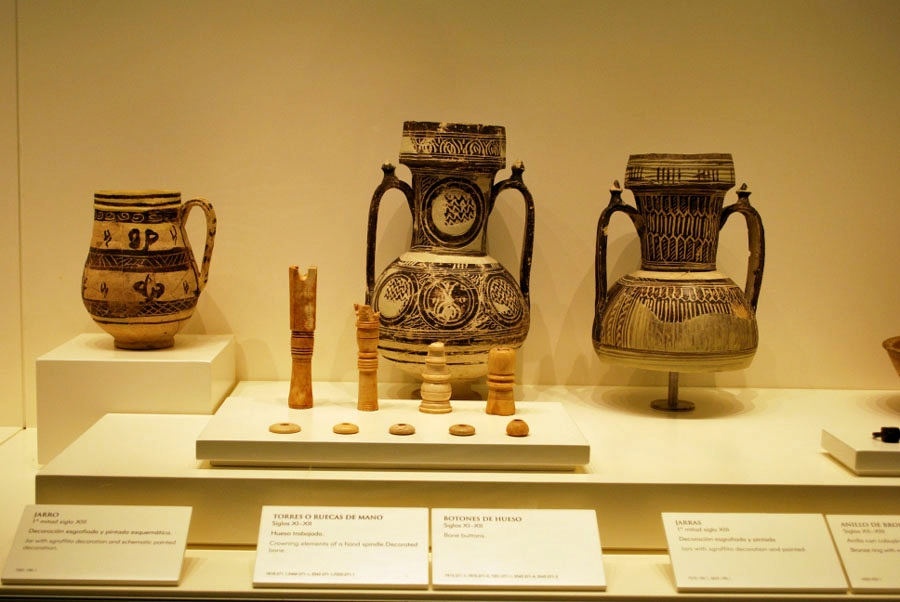
Ejemplos de esgrafiados en varias piezas del periodo romano en la península ibérica. Museo del Teatro Romano de Cartagena.

## Tipos de hornos
- Horno de cúpula abierta, que se cerraba con piezas cerámicas ya cocidas con objeto de dar un calor mucho más uniforme, a esta operación se le denomina en algunos sitios encascado.[19]
- Horno de barras, horno donde se usaban barras cilíndricas de arcilla denominadas barras de ahornar,[20] gruesas para el montaje, se podían incluso incrustar en huecos especiales en las paredes del horno, esta técnica se llegó a exportar y utilizar durante un corto tiempo en México.[21] En Marsella, se ha encontrado también un horno de este tipo y similar al de Samarcanda.[22][23]